# Кизильник кримський
Кизильник кримський, ірга кримська,  (Cotoneaster tauricus) — вид рослин з родини розових (Rosaceae), ендемік Криму, Україна.

## Опис
Кущ 1–1.5 м. Листки еліптичні, зверху голі або розсіяно запушені. Суцвіття щиткоподібні, густі, прямостійні. Чашолистки повстяні від густого запушення. Пелюстки розпростерті, білі, 4–5 мм завдовжки, квітки відкриті. Плоди довгасті, червоні, з 2 кісточками, 7–8 мм завдовжки. Це прямостійний, листопадний, з піднятою вузькою кроною, чагарник, висотою до 3.5 м або маленьке деревце 4–4.5 м. Молоді пагони сіро-кармінові, повстисті, пізніше карміново-темнокоричневі, волосисті, з білими сочевичками

## Поширення
Ендемік Криму, Україна.
В Україні вид зростає на кам'янистих схилах — у гірському Криму, рідко (околоці Старого Криму, Судака, Феодосії та ін.).